# Gyula Kiss (calciatore 1881)
Gyula Kiss (Sátoraljaújhely, 23 ottobre 1881 – Budapest, 1º marzo 1945) è stato un allenatore di calcio, calciatore e arbitro di calcio ungherese.
Allenò la Nazionale ungherese alle Olimpiadi del 1924, dove perse a sorpresa agli ottavi di finale contro l'Egitto per 3-0.